# Победа (орден)
Вижте пояснителната страница за други значения на Победа.
Орден „Победа“ (на руски: Орден „Победа“) е бил най-висшето военно отличие в СССР и един от най-редките ордени в света. Връчван е само на генерали и маршали за изключително големи заслуги към Червената армия.
В историята е бил връчван 20 пъти на 13 пълководци (в това число и 5 чуждестранни), с едно анулиране – на Леонид Брежнев в края на съществуването на Съветския съюз.
Последният починал носител на орден „Победа“ е Михай I на 5 декември 2017 г.
За последно е присъден на Тито на 9 септември 1945 г.